# Bigeumdo
Bigeumdo är en ö i Sydkorea.   Den ligger i provinsen Södra Jeolla, i den sydvästra delen av landet, 300 km söder om huvudstaden Seoul. Arean är 44 kvadratkilometer. Öns högsta punkt är 250 meter över havet. Den sträcker sig 10,1 kilometer i nord-sydlig riktning, och 10,6 kilometer i öst-västlig riktning. Ön ligger i sin helhet i socknen Bigeum-myeon.